# دارين كينغ (سياسي)
دارين كينغ هو سياسي كندي، ولد في 17 أغسطس 1966 في كندا. نشط حزبياً في حزب المحافظين التقدمي في نيوفندلاند ولابرادور. شغل منصب وزير الأعمال والسياحة والثقافة والتنمية الريفية، وكذلك وزير العدل والسلامة العامة في مجلس الوزراء الإقليمي.

## وصلات خارجية
- الموقع الرسمي